# Emberiza vincenti
Emberiza vincenti là một loài chim trong họ Emberizidae.